# 塞奥佐罗斯·潘加洛斯 (希腊副总理)
塞奥佐罗斯·潘加洛斯（希臘語：Θεόδωρος Πάγκαλος，1938年—2023年5月31日），希腊政治人物。他曾于1996－1999年间担任希腊外交部長，2009年起担任希腊副总理。

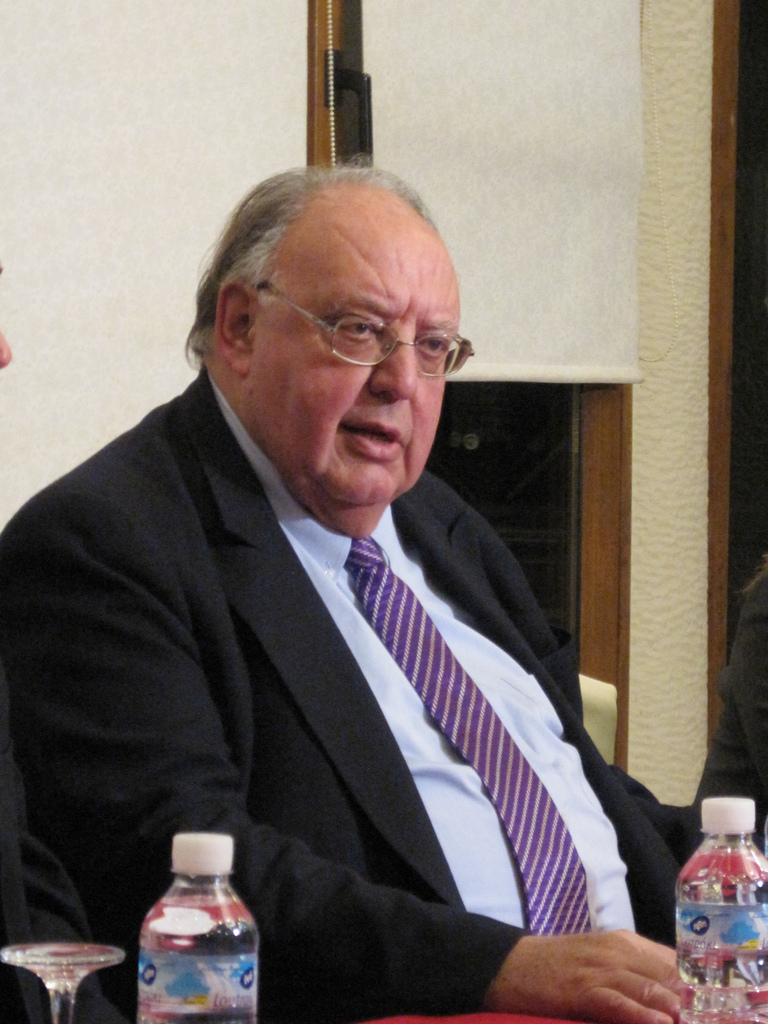
塞奥佐罗斯·潘加洛斯

潘加洛斯以其较具争议性的言论而著称。1997年，就土耳其入欧盟资格发表言论，宣称土耳其为“刽子手、强奸犯、盗贼”。2010年，潘加洛斯宣称希腊债务危机主要是由于纳粹德国的掠夺导致的。